# Quim Español
Joaquim Español i Llorenç, més conegut com a Quim Español   (Girona, 1945) és Dr. arquitecte, professor, assagista, poeta i novel·lista. Com a arquitecte es va titular a l’Escola d’Arquitectura de Barcelona, i es va formar després a l’Istituto di Progettazione de Roma dirigit per Ludovico Quaroni. Des de 1974 ha treballat conjuntament amb Francesc Hereu, amb el qual ha obtingut diversos premis. Des de 1980 ha exercit de professor a l'Escola Tècnica Superior d'Arquitectura de Barcelona de la U.P.C., i de 2005 a 2009 també a l'Accademia di Architettura de Mendrisio della U.S.I, Suïssa. De l'any 2000 a 2004 va ser Director de Plans i Projectes Urbans de l'Ajuntament de Barcelona. Ha publicat diversos assajos sobre arquitectura i art, alguns d'ells premiats.
Es va començar a interessar per la poesia de molt jove. A partir de 1976 ha compaginat la seva tasca d'arquitecte amb la de poeta. El 1994 va rebre el Premi Carles Riba de Poesia per la seva obra Ultralleugers, i el 1998 el Primer premi dels Jocs Florals de Barcelona per L'arbre de la innocència. A partir del 2019 s'ha dedicat també a la novel·la. Amb Un lloc en el temps va guanyar el Premi Setè Cel 2023 a la millor novel·la publicada l'any anterior.

## Obres
- 1995 - Ultralleugers. Proa. Premi Carles Riba (poesia)
- 1998 - L'arbre de la innocència. La Magrana. Primer premi Jocs Florals de Barcelona (poesia)
- 2000 - Arquitectes en el paisatge. Ed. COAC Girona (assaig)
- 2001 - El orden frágil de la arquitectura. F. Caja de Arquitectos. Premi Architesis (assaig)
- 2002 - Invitación a la arquitectura. RBA (assaig)
- 2003 - Girona. Anatomia de la ciutat historica. Lunwerg (assaig)
- 2007 - Forma y consistencia. F. Caja de Arquitectos (assaig)
- 2007 - 70 poemes.[3] Ed. de 1984 (poesia)
- 2012 - Nadir i altres nits. Ed. de 1984 (poesia)
- 2015 - Entre tècnica i enigma : mirades transversals sobre les arts. Ed. de 1984 (assaig)
- 2018 - Elegies. Ed. de 1984[4](poesia)
- 2019 - Francesca. Ed. de 1984 (novel·la)
- 2020 - El rai dels innocents. Ed. de 1984 (novel·la)
- 2022 - Un lloc en el temps. Ed. de 1984, Premi Setè Cel 2023 a la millor novel·la publicada l'any anterior.